# Tobias Lindberg
Tobias Lennart Vilhelm Lindberg, född 22 juli 1995 i Stockholm, är en svensk professionell ishockeyspelare som från och med säsongen 2021/22 spelar för HC Vítkovice Ridera i Extraliga i Tjeckien. Han har tidigare spelat för Södertälje SK, Väsby IK, Timrå IK och Djurgården Hockey i Hockeyallsvenskan samt på NHL-nivå för Toronto Maple Leafs och på lägre nivåer för Belleville Senators, Wilkes-Barre/Scranton Penguins, Chicago Wolves, Toronto Marlies och Binghamton Senators i AHL samt Oshawa Generals i OHL.

## Klubblagskarriär

### NHL-klubbar

#### Ottawa Senators (I)
Lindberg draftades i fjärde rundan i 2013 års draft av Ottawa Senators som 102:a spelaren totalt.

#### Toronto Maple Leafs
Han tradades till Toronto Maple Leafs den 9 februari 2016 tillsammans med Milan Michálek, Colin Greening, Jared Cowen och ett val i andra rundan i draften 2017, i utbyte mot Dion Phaneuf.

#### Vegas Golden Knights (I)
Den 6 oktober 2017 blev han tradad till Vegas Golden Knights tillsammans med ett sjätteval i draften 2018, i utbyte mot Calvin Pickard.

#### Pittsburgh Penguins
23 februari 2018 var han del i en trevägs bytesaffär mellan Ottawa Senators, Pittsburgh Penguins och Vegas Golden Knights, när Penguins bytte till sig Derrick Brassard av Ottawa Senators. Som en del i att Golden Knights tog på sig att stå för 40% av Brassards lön de kommande två säsongerna, fick de byta till sig Ryan Reaves och ett draftval i fjärde rundan 2018 av Penguins, och skickade sedermera Lindberg i utbyte till Penguins.

#### Ottawa Senators (II)
Den 5 december 2018 ingick han i en trade som skickade honom tillbaka till Ottawa Senators tillsammans med Stefan Elliott, i utbyte mot Ben Sexton och Macoy Erkamps.

#### Vegas Golden Knights (II)
Den 25 februari 2019 tradades han, för femte gången på drygt tre år, tillsammans med Mark Stone till Vegas Golden Knights i utbyte mot Erik Brännström, Oscar Lindberg och ett draftval i andra rundan 2020.

## Statistik
| 2011–2012                | Djurgården Hockey              | J20 Superelit            | 1   | 0  | 0  | 0  | 0   | 3  | 0 | 1  | 1  | 0  |
| 2012–2013                | Djurgården Hockey              | Hockeyallsvenskan        | 5   | 0  | 1  | 1  | 0   | 1  | 0 | 0  | 0  | 4  |
|                          | Djurgården Hockey              | J20 Superelit            | 43  | 9  | 13 | 22 | 30  | 2  | 0 | 2  | 2  | 2  |
| 2013–2014                | Djurgården Hockey              | Hockeyallsvenskan        | 3   | 0  | 0  | 0  | 0   | —  | — | —  | —  | —  |
|                          | Djurgården Hockey              | J20 Superelit            | 38  | 7  | 15 | 22 | 93  | 4  | 2 | 1  | 3  | 12 |
| 2014–2015                | Oshawa Generals                | OHL                      | 67  | 32 | 46 | 78 | 14  | 21 | 7 | 12 | 19 | 8  |
| 2015–2016                | Toronto Maple Leafs            | NHL                      | 6   | 0  | 2  | 2  | 4   | —  | — | —  | —  | —  |
|                          | Binghamton Senators            | AHL                      | 34  | 5  | 17 | 22 | 8   | —  | — | —  | —  | —  |
|                          | Toronto Marlies                | AHL                      | 22  | 6  | 6  | 12 | 12  | —  | — | —  | —  | —  |
| 2016–2017                | Toronto Marlies                | AHL                      | 44  | 6  | 10 | 16 | 34  | —  | — | —  | —  | —  |
| 2017–2018                | Chicago Wolves                 | AHL                      | 64  | 10 | 13 | 23 | 30  | 2  | 0 | 1  | 1  | 0  |
| 2018–2019                | Wilkes-Barre/Scranton Penguins | AHL                      | 15  | 2  | 4  | 6  | 10  | —  | — | —  | —  | —  |
|                          | Belleville Senators            | AHL                      | 29  | 3  | 3  | 6  | 6   | —  | — | —  | —  | —  |
|                          | Chicago Wolves                 | AHL                      | 3   | 0  | 2  | 2  | 0   | —  | — | —  | —  | —  |
| NHL totalt               | NHL totalt                     | NHL totalt               | 6   | 0  | 2  | 2  | 4   | —  | — | —  | —  | —  |
| AHL totalt               | AHL totalt                     | AHL totalt               | 211 | 32 | 55 | 87 | 100 | 5  | 0 | 1  | 1  | 2  |
| Hockeyallsvenskan totalt | Hockeyallsvenskan totalt       | Hockeyallsvenskan totalt | 8   | 0  | 1  | 1  | 0   | 1  | 0 | 0  | 0  | 4  |
| OHL totalt               | OHL totalt                     | OHL totalt               | 67  | 32 | 46 | 78 | 14  | 21 | 7 | 12 | 19 | 8  |
| J20 Superelit totalt     | J20 Superelit totalt           | J20 Superelit totalt     | 82  | 16 | 28 | 44 | 123 | 9  | 2 | 4  | 6  | 14 |